# أسهم مكسورة (فلم 1996)
أسهم مكسورة  (بالإنجليزية: Broken Arrow) هو فيلم حركة تم إنتاجه في الولايات المتحدة وصدر في سنة 1996. من بطولة جون ترافولتا وكريستين سلاتر وسامانثا ماثيس.

## الميزانية والإيرادات
بلغت تكلفة إنتاج الفيلم حوالي 55 مليون دولار بينما حقق أرباحا تقدر بـ 150,270,147 دولار.

## وصلات خارجية
- مقالات تستعمل روابط فنية بلا صلة مع ويكي بيانات